# Quiebra de Carlos II
Se conoce como quiebra de Carlos II a la quiebra de la Hacienda pública del rey Carlos II de España, producida en 1666; y que tras alteraciones monetarias y fiscales, condujo entre 1680 y 1686 a la reforma monetaria de Carlos II.
Las dificultades hacendísticas heredadas (el reinado anterior había recurrido a la quiebra cuatro veces) obligó a la suspensión de pagos en 1666. La acumulación de débitos e imposibilidad de cancelarlos llevaba periódicamente a decretar la bancarrota, reconvirtiendo la deuda flotante en deuda consolidada o juros. Esta fue la última vez que se recurrió a tal expediente, quedando los réditos de los juros en casi diez millones de ducados en 1669, mientras que el valor de las recaudaciones era de menos de doce millones. A partir de entonces, se generalizó la práctica de detraer entre un 50 y un 70 por ciento de los intereses que debían percibirse por los juros. Otro recurso, la alteración monetaria o premio de la plata, alcanzó un máximo del 275 por ciento en 1679. La inflación consiguiente y la penosa situación de la hacienda habían llegado a un extremo insostenible; de modo que sólo pudo recurrirse a una expeditiva reforma monetaria, llevada a cabo entre 1680 y 1686 (gobierno del Duque de Medinaceli). A partir de entonces los precios se estabilizaron, el valor de la moneda de plata castellana se equiparó al de sus equivalentes europeos, y mejoraron las finanzas tanto de la Hacienda como de los particulares, si bien partiendo de un nivel enormemente precario.
Asimismo, en esta época se creó la figura del superintendente general de hacienda, que recayó en el Marqués de los Vélez, y que es el antecedente más directo del actual ministro de Hacienda (desde 1720 los ministros de Hacienda también ostentaron este cargo).